# Francisco Lerma Martínez
Francisco Lerma Martínez IMC (ur. 4 maja 1944 w El Palmar, zm. 24 kwietnia 2019 w Maputo) – hiszpański duchowny rzymskokatolicki posługujący w Mozambiku, od 2010 do 2019 biskup Gurué.

## Życiorys
Święcenia kapłańskie otrzymał 20 grudnia 1969 w zgromadzeniu Misjonarzy Konsolaty. Po święceniach i studiach w Rzymie został skierowany do Mozambiku i rozpoczął pracę duszpasterską w diecezji Inhambane. W latach 1991–1996 był rektorem filozoficznej części zakonnego seminarium w Matola. W latach 2002–2007 pracował w zakonnym sekretariacie generalnym ds. misji, a w kolejnych latach kierował mozambicką prowincją zgromadzenia.
24 marca 2010 został prekonizowany biskupem Gurué. Sakry biskupiej udzielił mu 30 maja 2010 bp Lucio Andrice Muandula.
Zmarł w szpitalu w Maputo 24 kwietnia 2019.